# Pseudaletia quechua
Pseudaletia quechua là một loài bướm đêm trong họ Noctuidae.